# Agnes Bernauer

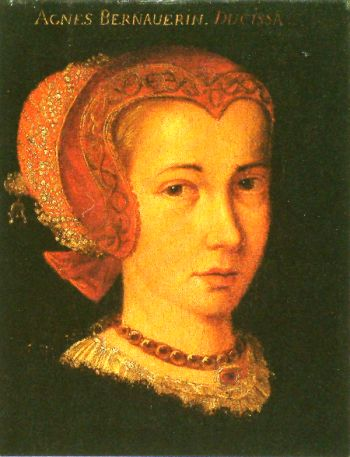
Några porträtt av Agnes Bernauer har med all sannolikhet aldrig existerat. Denna bild är en 1700-talsmålning, som använt ett 1500-talstryck som förlaga.

Agnes Bernauer, född omkring 1410 och död 12 oktober 1435, var hertig Albrecht III av Bayerns älskade, officiella mätress och möjligen morganatiska hustru.
Bernaur kom från enkla förhållanden och var dotter till en borgare i Augsburg. Enligt uppgift skall hon ha träffat hertigen vid en turnering 1428. Åtminstone 1432 var hon Albrechts älskade och enligt uppgift hustru, även om några bevis inte föreligger. Hon anklagades av hertigens far, hertig Ernst av Bayern, för trolldom och dränktes i Donau vid Straubing 1435.
Den tragiska kärlekssagan blev motiv i flera folksagor, och togs bland annat upp av Friedrich Hebbel i dramat Agnes Bernauer (1855) och av Katharina Diez i den episka dikten med samma namn (1857).